# Tour de Norvège 2022
Le 11e édition du Tour de Norvège a eu lieu du 24 mai 2022 au 29 mai 2022. La course fait partie du calendrier UCI ProSeries 2022 en catégorie 2.Pro. Elle est remportée par le Belge Remco Evenepoel de l'équipe Quick-Step Alpha Vinyl.

## Équipes
Dix-neuf équipes participent à la course : dix équipes World Tour, six équipes continentales professionnelles, et trois équipes continentales
| WorldTeams (9)- Bora-Hansgrohe - EF Education-EasyPost - Ineos Grenadiers - Intermarché-Wanty-Gobert Matériaux - Israel-Premier Tech - Jumbo-Visma - Quick-Step Alpha Vinyl - Team DSM - Trek-Segafredo ProTeams (6)- Alpecin-Fenix - Bardiani-CSF-Faizanè - Caja Rural-Seguros RGA - Human Powered Health - Sport Vlaanderen-Baloise - Uno-X Pro Cycling Team Équipes continentales (3)- Coop - Riwal - ColoQuick |
| |

## Étapes
| Étape     | Date   | Villes étapes         | type                      | Distance (km) | Dénivelé (m) | Vainqueur d'étape  | Leader du classement général |
| --------- | ------ | --------------------- | ------------------------- | ------------- | ------------ | ------------------ | ---------------------------- |
| 1re étape | 24 mai | Bergen – Voss         | étape de moyenne montagne | 173,6         | 2 225 m      | Remco Evenepoel    | Remco Evenepoel              |
| 2e étape  | 25 mai | Ulvik – Geilo         | étape vallonnée           | 123,8         | 2 421 m      | Ethan Hayter       | Tobias Johannessen           |
| 3e étape  | 26 mai | Gol – Gaustatoppen    | étape de montagne         | 175,8         | 3 371 m      | Remco Evenepoel    | Remco Evenepoel              |
| 4e étape  | 27 mai | Hovden – Kristiansand | étape de plaine           | 232,1         | 1 655 m      | Marco Haller       | Remco Evenepoel              |
| 5e étape  | 28 mai | Flekkefjord – Sandnes | étape vallonnée           | 181,7         | 2 781 m      | Remco Evenepoel    | Remco Evenepoel              |
| 6e étape  | 29 mai | Stavanger – Stavanger | étape de plaine           | 149,3         | 1 231 m      | Alexander Kristoff | Remco Evenepoel              |

## Déroulement de la course

### 1reétape
| \| Classement de l'étape \| Classement de l'étape \| Classement de l'étape \| Classement de l'étape \| Classement de l'étape \| \| Coureur \| Coureur \| Pays \| Équipe \| Temps \| \| --------------------- \| --------------------- \| --------------------- \| ---------------------------------- \| --------------------- \| \| 1er \| Remco Evenepoel \| Belgique \| Quick-Step Alpha Vinyl \| 4 h 21 min 31 s \| \| 2e \| Tobias Johannessen \| Norvège \| Uno-X Pro Cycling Team \| + 0 s \| \| 3e \| Eduard Prades \| Espagne \| Caja Rural-Seguros RGA \| + 2 s \| \| 4e \| Luke Plapp \| Australie \| Ineos Grenadiers \| + 3 s \| \| 5e \| Ethan Hayter \| Royaume-Uni \| Ineos Grenadiers \| + 3 s \| \| 6e \| Esteban Chaves \| Colombie \| EF Education-EasyPost \| + 5 s \| \| 7e \| Gianluca Brambilla \| Italie \| Trek-Segafredo \| + 5 s \| \| 8e \| Mike Teunissen \| Pays-Bas \| Jumbo-Visma \| + 5 s \| \| 9e \| Cian Uijtdebroeks \| Belgique \| Bora-Hansgrohe \| + 5 s \| \| 10e \| Laurens Huys \| Belgique \| Intermarché-Wanty-Gobert Matériaux \| + 5 s \| |                    |             |                                    |                 |
| |                    |             |                                    |                 |
| Source : ProCyclingStats |                    |             |                                    |                 |
| Classement de l'étape |                    |             |                                    |                 |
| Coureur | Coureur            | Pays        | Équipe                             | Temps           |
| 1er | Remco Evenepoel    | Belgique    | Quick-Step Alpha Vinyl             | 4 h 21 min 31 s |
| 2e | Tobias Johannessen | Norvège     | Uno-X Pro Cycling Team             | + 0 s           |
| 3e | Eduard Prades      | Espagne     | Caja Rural-Seguros RGA             | + 2 s           |
| 4e | Luke Plapp         | Australie   | Ineos Grenadiers                   | + 3 s           |
| 5e | Ethan Hayter       | Royaume-Uni | Ineos Grenadiers                   | + 3 s           |
| 6e | Esteban Chaves     | Colombie    | EF Education-EasyPost              | + 5 s           |
| 7e | Gianluca Brambilla | Italie      | Trek-Segafredo                     | + 5 s           |
| 8e | Mike Teunissen     | Pays-Bas    | Jumbo-Visma                        | + 5 s           |
| 9e | Cian Uijtdebroeks  | Belgique    | Bora-Hansgrohe                     | + 5 s           |
| 10e | Laurens Huys       | Belgique    | Intermarché-Wanty-Gobert Matériaux | + 5 s           |

| \| Classement général \| Classement général \| Classement général \| Classement général \| Classement général \| \| Coureur \| Coureur \| Pays \| Équipe \| Temps \| \| ------------------ \| ------------------ \| ------------------ \| ---------------------------------- \| ------------------ \| \| 1er \| Remco Evenepoel \| Belgique \| Quick-Step Alpha Vinyl \| 4 h 21 min 21 s \| \| 2e \| Tobias Johannessen \| Norvège \| Uno-X Pro Cycling Team \| + 4 s \| \| 3e \| Eduard Prades \| Espagne \| Caja Rural-Seguros RGA \| + 8 s \| \| 4e \| Luke Plapp \| Australie \| Ineos Grenadiers \| + 13 s \| \| 5e \| Ethan Hayter \| Royaume-Uni \| Ineos Grenadiers \| + 13 s \| \| 6e \| Esteban Chaves \| Colombie \| EF Education-EasyPost \| + 15 s \| \| 7e \| Gianluca Brambilla \| Italie \| Trek-Segafredo \| + 15 s \| \| 8e \| Mike Teunissen \| Pays-Bas \| Jumbo-Visma \| + 15 s \| \| 9e \| Cian Uijtdebroeks \| Belgique \| Bora-Hansgrohe \| + 15 s \| \| 10e \| Laurens Huys \| Belgique \| Intermarché-Wanty-Gobert Matériaux \| + 15 s \| |                    |             |                                    |                 |
| |                    |             |                                    |                 |
| Source : ProCyclingStats |                    |             |                                    |                 |
| Classement général |                    |             |                                    |                 |
| Coureur | Coureur            | Pays        | Équipe                             | Temps           |
| 1er | Remco Evenepoel    | Belgique    | Quick-Step Alpha Vinyl             | 4 h 21 min 21 s |
| 2e | Tobias Johannessen | Norvège     | Uno-X Pro Cycling Team             | + 4 s           |
| 3e | Eduard Prades      | Espagne     | Caja Rural-Seguros RGA             | + 8 s           |
| 4e | Luke Plapp         | Australie   | Ineos Grenadiers                   | + 13 s          |
| 5e | Ethan Hayter       | Royaume-Uni | Ineos Grenadiers                   | + 13 s          |
| 6e | Esteban Chaves     | Colombie    | EF Education-EasyPost              | + 15 s          |
| 7e | Gianluca Brambilla | Italie      | Trek-Segafredo                     | + 15 s          |
| 8e | Mike Teunissen     | Pays-Bas    | Jumbo-Visma                        | + 15 s          |
| 9e | Cian Uijtdebroeks  | Belgique    | Bora-Hansgrohe                     | + 15 s          |
| 10e | Laurens Huys       | Belgique    | Intermarché-Wanty-Gobert Matériaux | + 15 s          |

### 2eétape
| \| Classement de l'étape \| Classement de l'étape \| Classement de l'étape \| Classement de l'étape \| Classement de l'étape \| \| Coureur \| Coureur \| Pays \| Équipe \| Temps \| \| --------------------- \| --------------------- \| --------------------- \| ------------------------ \| --------------------- \| \| 1er \| Ethan Hayter \| Royaume-Uni \| Ineos Grenadiers \| 2 h 53 min 17 s \| \| 2e \| Mike Teunissen \| Pays-Bas \| Jumbo-Visma \| + 0 s \| \| 3e \| Tobias Johannessen \| Norvège \| Uno-X Pro Cycling Team \| + 0 s \| \| 4e \| Patrick Bevin \| Nouvelle-Zélande \| Israel-Premier Tech \| + 0 s \| \| 5e \| Marco Haller \| Autriche \| Bora-Hansgrohe \| + 0 s \| \| 6e \| Kasper Asgreen \| Danemark \| Quick-Step Alpha Vinyl \| + 0 s \| \| 7e \| Aaron Van Poucke \| Belgique \| Sport Vlaanderen-Baloise \| + 0 s \| \| 8e \| Jonas Gregaard Wilsly \| Danemark \| Uno-X Pro Cycling Team \| + 0 s \| \| 9e \| Luke Plapp \| Australie \| Ineos Grenadiers \| + 0 s \| \| 10e \| Timo Roosen \| Pays-Bas \| Jumbo-Visma \| + 0 s \| |                       |                  |                          |                 |
| |                       |                  |                          |                 |
| Source : ProCyclingStats |                       |                  |                          |                 |
| Classement de l'étape |                       |                  |                          |                 |
| Coureur | Coureur               | Pays             | Équipe                   | Temps           |
| 1er | Ethan Hayter          | Royaume-Uni      | Ineos Grenadiers         | 2 h 53 min 17 s |
| 2e | Mike Teunissen        | Pays-Bas         | Jumbo-Visma              | + 0 s           |
| 3e | Tobias Johannessen    | Norvège          | Uno-X Pro Cycling Team   | + 0 s           |
| 4e | Patrick Bevin         | Nouvelle-Zélande | Israel-Premier Tech      | + 0 s           |
| 5e | Marco Haller          | Autriche         | Bora-Hansgrohe           | + 0 s           |
| 6e | Kasper Asgreen        | Danemark         | Quick-Step Alpha Vinyl   | + 0 s           |
| 7e | Aaron Van Poucke      | Belgique         | Sport Vlaanderen-Baloise | + 0 s           |
| 8e | Jonas Gregaard Wilsly | Danemark         | Uno-X Pro Cycling Team   | + 0 s           |
| 9e | Luke Plapp            | Australie        | Ineos Grenadiers         | + 0 s           |
| 10e | Timo Roosen           | Pays-Bas         | Jumbo-Visma              | + 0 s           |

| \| Classement général \| Classement général \| Classement général \| Classement général \| Classement général \| \| Coureur \| Coureur \| Pays \| Équipe \| Temps \| \| ------------------ \| ------------------ \| ------------------ \| ---------------------- \| ------------------ \| \| 1er \| Tobias Johannessen \| Norvège \| Uno-X Pro Cycling Team \| 7 h 14 min 37 s \| \| 2e \| Ethan Hayter \| Royaume-Uni \| Ineos Grenadiers \| + 1 s \| \| 3e \| Remco Evenepoel \| Belgique \| Quick-Step Alpha Vinyl \| + 1 s \| \| 4e \| Mike Teunissen \| Pays-Bas \| Jumbo-Visma \| + 10 s \| \| 5e \| Luke Plapp \| Australie \| Ineos Grenadiers \| + 14 s \| \| 6e \| Carl Fredrik Hagen \| Norvège \| Israel-Premier Tech \| + 16 s \| \| 7e \| Tao Geoghegan Hart \| Royaume-Uni \| Ineos Grenadiers \| + 16 s \| \| 8e \| Jay Vine \| Australie \| Alpecin-Fenix \| + 16 s \| \| 9e \| Patrick Bevin \| Nouvelle-Zélande \| Israel-Premier Tech \| + 26 s \| \| 10e \| Marco Brenner \| Allemagne \| Team DSM \| + 26 s \| |                    |                  |                        |                 |
| |                    |                  |                        |                 |
| Source : ProCyclingStats |                    |                  |                        |                 |
| Classement général |                    |                  |                        |                 |
| Coureur | Coureur            | Pays             | Équipe                 | Temps           |
| 1er | Tobias Johannessen | Norvège          | Uno-X Pro Cycling Team | 7 h 14 min 37 s |
| 2e | Ethan Hayter       | Royaume-Uni      | Ineos Grenadiers       | + 1 s           |
| 3e | Remco Evenepoel    | Belgique         | Quick-Step Alpha Vinyl | + 1 s           |
| 4e | Mike Teunissen     | Pays-Bas         | Jumbo-Visma            | + 10 s          |
| 5e | Luke Plapp         | Australie        | Ineos Grenadiers       | + 14 s          |
| 6e | Carl Fredrik Hagen | Norvège          | Israel-Premier Tech    | + 16 s          |
| 7e | Tao Geoghegan Hart | Royaume-Uni      | Ineos Grenadiers       | + 16 s          |
| 8e | Jay Vine           | Australie        | Alpecin-Fenix          | + 16 s          |
| 9e | Patrick Bevin      | Nouvelle-Zélande | Israel-Premier Tech    | + 26 s          |
| 10e | Marco Brenner      | Allemagne        | Team DSM               | + 26 s          |

### 3eétape
| \| Classement de l'étape \| Classement de l'étape \| Classement de l'étape \| Classement de l'étape \| Classement de l'étape \| \| Coureur \| Coureur \| Pays \| Équipe \| Temps \| \| --------------------- \| --------------------- \| --------------------- \| ---------------------------------- \| --------------------- \| \| 1er \| Remco Evenepoel \| Belgique \| Quick-Step Alpha Vinyl \| 4 h 40 min 07 s \| \| 2e \| Jay Vine \| Australie \| Alpecin-Fenix \| + 27 s \| \| 3e \| Luke Plapp \| Australie \| Ineos Grenadiers \| + 1 min 05 s \| \| 4e \| Tobias Johannessen \| Norvège \| Uno-X Pro Cycling Team \| + 1 min 21 s \| \| 5e \| Laurens Huys \| Belgique \| Intermarché-Wanty-Gobert Matériaux \| + 1 min 21 s \| \| 6e \| Cian Uijtdebroeks \| Belgique \| Bora-Hansgrohe \| + 1 min 23 s \| \| 7e \| Esteban Chaves \| Colombie \| EF Education-EasyPost \| + 1 min 24 s \| \| 8e \| Marco Brenner \| Allemagne \| Team DSM \| + 1 min 41 s \| \| 9e \| Magnus Sheffield \| États-Unis \| Ineos Grenadiers \| + 1 min 56 s \| \| 10e \| Tao Geoghegan Hart \| Royaume-Uni \| Ineos Grenadiers \| + 1 min 56 s \| |                    |             |                                    |                 |
| |                    |             |                                    |                 |
| Source : ProCyclingStats |                    |             |                                    |                 |
| Classement de l'étape |                    |             |                                    |                 |
| Coureur | Coureur            | Pays        | Équipe                             | Temps           |
| 1er | Remco Evenepoel    | Belgique    | Quick-Step Alpha Vinyl             | 4 h 40 min 07 s |
| 2e | Jay Vine           | Australie   | Alpecin-Fenix                      | + 27 s          |
| 3e | Luke Plapp         | Australie   | Ineos Grenadiers                   | + 1 min 05 s    |
| 4e | Tobias Johannessen | Norvège     | Uno-X Pro Cycling Team             | + 1 min 21 s    |
| 5e | Laurens Huys       | Belgique    | Intermarché-Wanty-Gobert Matériaux | + 1 min 21 s    |
| 6e | Cian Uijtdebroeks  | Belgique    | Bora-Hansgrohe                     | + 1 min 23 s    |
| 7e | Esteban Chaves     | Colombie    | EF Education-EasyPost              | + 1 min 24 s    |
| 8e | Marco Brenner      | Allemagne   | Team DSM                           | + 1 min 41 s    |
| 9e | Magnus Sheffield   | États-Unis  | Ineos Grenadiers                   | + 1 min 56 s    |
| 10e | Tao Geoghegan Hart | Royaume-Uni | Ineos Grenadiers                   | + 1 min 56 s    |

| \| Classement général \| Classement général \| Classement général \| Classement général \| Classement général \| \| Coureur \| Coureur \| Pays \| Équipe \| Temps \| \| ------------------ \| ------------------ \| ------------------ \| ---------------------------------- \| ------------------ \| \| 1er \| Remco Evenepoel \| Belgique \| Quick-Step Alpha Vinyl \| 11 h 54 min 35 s \| \| 2e \| Jay Vine \| Australie \| Alpecin-Fenix \| + 46 s \| \| 3e \| Luke Plapp \| Australie \| Ineos Grenadiers \| + 1 min 24 s \| \| 4e \| Tobias Johannessen \| Norvège \| Uno-X Pro Cycling Team \| + 1 min 30 s \| \| 5e \| Marco Brenner \| Allemagne \| Team DSM \| + 2 min 16 s \| \| 6e \| Tao Geoghegan Hart \| Royaume-Uni \| Ineos Grenadiers \| + 2 min 21 s \| \| 7e \| Patrick Bevin \| Nouvelle-Zélande \| Israel-Premier Tech \| + 2 min 41 s \| \| 8e \| Magnus Sheffield \| États-Unis \| Ineos Grenadiers \| + 2 min 41 s \| \| 9e \| Laurens Huys \| Belgique \| Intermarché-Wanty-Gobert Matériaux \| + 2 min 44 s \| \| 10e \| Cian Uijtdebroeks \| Belgique \| Bora-Hansgrohe \| + 2 min 46 s \| |                    |                  |                                    |                  |
| |                    |                  |                                    |                  |
| Source : ProCyclingStats |                    |                  |                                    |                  |
| Classement général |                    |                  |                                    |                  |
| Coureur | Coureur            | Pays             | Équipe                             | Temps            |
| 1er | Remco Evenepoel    | Belgique         | Quick-Step Alpha Vinyl             | 11 h 54 min 35 s |
| 2e | Jay Vine           | Australie        | Alpecin-Fenix                      | + 46 s           |
| 3e | Luke Plapp         | Australie        | Ineos Grenadiers                   | + 1 min 24 s     |
| 4e | Tobias Johannessen | Norvège          | Uno-X Pro Cycling Team             | + 1 min 30 s     |
| 5e | Marco Brenner      | Allemagne        | Team DSM                           | + 2 min 16 s     |
| 6e | Tao Geoghegan Hart | Royaume-Uni      | Ineos Grenadiers                   | + 2 min 21 s     |
| 7e | Patrick Bevin      | Nouvelle-Zélande | Israel-Premier Tech                | + 2 min 41 s     |
| 8e | Magnus Sheffield   | États-Unis       | Ineos Grenadiers                   | + 2 min 41 s     |
| 9e | Laurens Huys       | Belgique         | Intermarché-Wanty-Gobert Matériaux | + 2 min 44 s     |
| 10e | Cian Uijtdebroeks  | Belgique         | Bora-Hansgrohe                     | + 2 min 46 s     |

### 4eétape
| \| Classement de l'étape \| Classement de l'étape \| Classement de l'étape \| Classement de l'étape \| Classement de l'étape \| \| Coureur \| Coureur \| Pays \| Équipe \| Temps \| \| --------------------- \| --------------------- \| --------------------- \| ---------------------------------- \| --------------------- \| \| 1er \| Marco Haller \| Autriche \| Bora-Hansgrohe \| 5 h 02 min 21 s \| \| 2e \| Ethan Vernon \| Royaume-Uni \| Quick-Step Alpha Vinyl \| + 0 s \| \| 3e \| Alexander Kristoff \| Norvège \| Intermarché-Wanty-Gobert Matériaux \| + 0 s \| \| 4e \| Tom Van Asbroeck \| Belgique \| Israel-Premier Tech \| + 0 s \| \| 5e \| Mike Teunissen \| Pays-Bas \| Jumbo-Visma \| + 0 s \| \| 6e \| Filippo Fiorelli \| Italie \| Bardiani CSF Faizanè \| + 0 s \| \| 7e \| Mads Pedersen \| Danemark \| Trek-Segafredo \| + 0 s \| \| 8e \| Martijn Budding \| Pays-Bas \| Riwal Cycling Team \| + 0 s \| \| 9e \| Eduard Prades \| Espagne \| Caja Rural-Seguros RGA \| + 0 s \| \| 10e \| Corbin Strong \| Nouvelle-Zélande \| Israel-Premier Tech \| + 0 s \| |                    |                  |                                    |                 |
| |                    |                  |                                    |                 |
| Source : ProCyclingStats |                    |                  |                                    |                 |
| Classement de l'étape |                    |                  |                                    |                 |
| Coureur | Coureur            | Pays             | Équipe                             | Temps           |
| 1er | Marco Haller       | Autriche         | Bora-Hansgrohe                     | 5 h 02 min 21 s |
| 2e | Ethan Vernon       | Royaume-Uni      | Quick-Step Alpha Vinyl             | + 0 s           |
| 3e | Alexander Kristoff | Norvège          | Intermarché-Wanty-Gobert Matériaux | + 0 s           |
| 4e | Tom Van Asbroeck   | Belgique         | Israel-Premier Tech                | + 0 s           |
| 5e | Mike Teunissen     | Pays-Bas         | Jumbo-Visma                        | + 0 s           |
| 6e | Filippo Fiorelli   | Italie           | Bardiani CSF Faizanè               | + 0 s           |
| 7e | Mads Pedersen      | Danemark         | Trek-Segafredo                     | + 0 s           |
| 8e | Martijn Budding    | Pays-Bas         | Riwal Cycling Team                 | + 0 s           |
| 9e | Eduard Prades      | Espagne          | Caja Rural-Seguros RGA             | + 0 s           |
| 10e | Corbin Strong      | Nouvelle-Zélande | Israel-Premier Tech                | + 0 s           |

| \| Classement général \| Classement général \| Classement général \| Classement général \| Classement général \| \| Coureur \| Coureur \| Pays \| Équipe \| Temps \| \| ------------------ \| ------------------ \| ------------------ \| ---------------------------------- \| ------------------ \| \| 1er \| Remco Evenepoel \| Belgique \| Quick-Step Alpha Vinyl \| 16 h 56 min 56 s \| \| 2e \| Jay Vine \| Australie \| Alpecin-Fenix \| + 46 s \| \| 3e \| Luke Plapp \| Australie \| Ineos Grenadiers \| + 1 min 04 s \| \| 4e \| Tobias Johannessen \| Norvège \| Uno-X Pro Cycling Team \| + 1 min 30 s \| \| 5e \| Tao Geoghegan Hart \| Royaume-Uni \| Ineos Grenadiers \| + 2 min 21 s \| \| 6e \| Magnus Sheffield \| États-Unis \| Ineos Grenadiers \| + 2 min 41 s \| \| 7e \| Laurens Huys \| Belgique \| Intermarché-Wanty-Gobert Matériaux \| + 2 min 44 s \| \| 8e \| Cian Uijtdebroeks \| Belgique \| Bora-Hansgrohe \| + 2 min 46 s \| \| 9e \| Esteban Chaves \| Colombie \| EF Education-EasyPost \| + 2 min 47 s \| \| 10e \| Carl Fredrik Hagen \| Norvège \| Israel-Premier Tech \| + 3 min 05 s \| |                    |             |                                    |                  |
| |                    |             |                                    |                  |
| Source : ProCyclingStats |                    |             |                                    |                  |
| Classement général |                    |             |                                    |                  |
| Coureur | Coureur            | Pays        | Équipe                             | Temps            |
| 1er | Remco Evenepoel    | Belgique    | Quick-Step Alpha Vinyl             | 16 h 56 min 56 s |
| 2e | Jay Vine           | Australie   | Alpecin-Fenix                      | + 46 s           |
| 3e | Luke Plapp         | Australie   | Ineos Grenadiers                   | + 1 min 04 s     |
| 4e | Tobias Johannessen | Norvège     | Uno-X Pro Cycling Team             | + 1 min 30 s     |
| 5e | Tao Geoghegan Hart | Royaume-Uni | Ineos Grenadiers                   | + 2 min 21 s     |
| 6e | Magnus Sheffield   | États-Unis  | Ineos Grenadiers                   | + 2 min 41 s     |
| 7e | Laurens Huys       | Belgique    | Intermarché-Wanty-Gobert Matériaux | + 2 min 44 s     |
| 8e | Cian Uijtdebroeks  | Belgique    | Bora-Hansgrohe                     | + 2 min 46 s     |
| 9e | Esteban Chaves     | Colombie    | EF Education-EasyPost              | + 2 min 47 s     |
| 10e | Carl Fredrik Hagen | Norvège     | Israel-Premier Tech                | + 3 min 05 s     |

### 5eétape
| \| Classement de l'étape \| Classement de l'étape \| Classement de l'étape \| Classement de l'étape \| Classement de l'étape \| \| Coureur \| Coureur \| Pays \| Équipe \| Temps \| \| --------------------- \| --------------------- \| --------------------- \| ---------------------------------- \| --------------------- \| \| 1er \| Remco Evenepoel \| Belgique \| Quick-Step Alpha Vinyl \| 4 h 53 min 33 s \| \| 2e \| Tobias Johannessen \| Norvège \| Uno-X Pro Cycling Team \| + 0 s \| \| 3e \| Luke Plapp \| Australie \| Ineos Grenadiers \| + 0 s \| \| 4e \| Jay Vine \| Australie \| Alpecin-Fenix \| + 0 s \| \| 5e \| Ben Healy \| Irlande \| EF Education-EasyPost \| + 0 s \| \| 6e \| Magnus Sheffield \| États-Unis \| Ineos Grenadiers \| + 0 s \| \| 7e \| Laurens Huys \| Belgique \| Intermarché-Wanty-Gobert Matériaux \| + 0 s \| \| 8e \| Cian Uijtdebroeks \| Belgique \| Bora-Hansgrohe \| + 0 s \| \| 9e \| Mike Teunissen \| Pays-Bas \| Jumbo-Visma \| + 5 s \| \| 10e \| Filippo Fiorelli \| Italie \| Bardiani CSF Faizanè \| + 5 s \| |                    |            |                                    |                 |
| |                    |            |                                    |                 |
| Source : ProCyclingStats |                    |            |                                    |                 |
| Classement de l'étape |                    |            |                                    |                 |
| Coureur | Coureur            | Pays       | Équipe                             | Temps           |
| 1er | Remco Evenepoel    | Belgique   | Quick-Step Alpha Vinyl             | 4 h 53 min 33 s |
| 2e | Tobias Johannessen | Norvège    | Uno-X Pro Cycling Team             | + 0 s           |
| 3e | Luke Plapp         | Australie  | Ineos Grenadiers                   | + 0 s           |
| 4e | Jay Vine           | Australie  | Alpecin-Fenix                      | + 0 s           |
| 5e | Ben Healy          | Irlande    | EF Education-EasyPost              | + 0 s           |
| 6e | Magnus Sheffield   | États-Unis | Ineos Grenadiers                   | + 0 s           |
| 7e | Laurens Huys       | Belgique   | Intermarché-Wanty-Gobert Matériaux | + 0 s           |
| 8e | Cian Uijtdebroeks  | Belgique   | Bora-Hansgrohe                     | + 0 s           |
| 9e | Mike Teunissen     | Pays-Bas   | Jumbo-Visma                        | + 5 s           |
| 10e | Filippo Fiorelli   | Italie     | Bardiani CSF Faizanè               | + 5 s           |

| \| Classement général \| Classement général \| Classement général \| Classement général \| Classement général \| \| Coureur \| Coureur \| Pays \| Équipe \| Temps \| \| ------------------ \| ------------------ \| ------------------ \| ---------------------------------- \| ------------------ \| \| 1er \| Remco Evenepoel \| Belgique \| Quick-Step Alpha Vinyl \| 21 h 50 min 19 s \| \| 2e \| Jay Vine \| Australie \| Alpecin-Fenix \| + 56 s \| \| 3e \| Luke Plapp \| Australie \| Ineos Grenadiers \| + 1 min 30 s \| \| 4e \| Tobias Johannessen \| Norvège \| Uno-X Pro Cycling Team \| + 1 min 34 s \| \| 5e \| Tao Geoghegan Hart \| Royaume-Uni \| Ineos Grenadiers \| + 2 min 36 s \| \| 6e \| Magnus Sheffield \| États-Unis \| Ineos Grenadiers \| + 2 min 51 s \| \| 7e \| Laurens Huys \| Belgique \| Intermarché-Wanty-Gobert Matériaux \| + 2 min 54 s \| \| 8e \| Cian Uijtdebroeks \| Belgique \| Bora-Hansgrohe \| + 2 min 56 s \| \| 9e \| Esteban Chaves \| Colombie \| EF Education-EasyPost \| + 3 min 02 s \| \| 10e \| Carl Fredrik Hagen \| Norvège \| Israel-Premier Tech \| + 3 min 20 s \| |                    |             |                                    |                  |
| |                    |             |                                    |                  |
| Source : ProCyclingStats |                    |             |                                    |                  |
| Classement général |                    |             |                                    |                  |
| Coureur | Coureur            | Pays        | Équipe                             | Temps            |
| 1er | Remco Evenepoel    | Belgique    | Quick-Step Alpha Vinyl             | 21 h 50 min 19 s |
| 2e | Jay Vine           | Australie   | Alpecin-Fenix                      | + 56 s           |
| 3e | Luke Plapp         | Australie   | Ineos Grenadiers                   | + 1 min 30 s     |
| 4e | Tobias Johannessen | Norvège     | Uno-X Pro Cycling Team             | + 1 min 34 s     |
| 5e | Tao Geoghegan Hart | Royaume-Uni | Ineos Grenadiers                   | + 2 min 36 s     |
| 6e | Magnus Sheffield   | États-Unis  | Ineos Grenadiers                   | + 2 min 51 s     |
| 7e | Laurens Huys       | Belgique    | Intermarché-Wanty-Gobert Matériaux | + 2 min 54 s     |
| 8e | Cian Uijtdebroeks  | Belgique    | Bora-Hansgrohe                     | + 2 min 56 s     |
| 9e | Esteban Chaves     | Colombie    | EF Education-EasyPost              | + 3 min 02 s     |
| 10e | Carl Fredrik Hagen | Norvège     | Israel-Premier Tech                | + 3 min 20 s     |

### 6eétape
| \| Classement de l'étape \| Classement de l'étape \| Classement de l'étape \| Classement de l'étape \| Classement de l'étape \| \| Coureur \| Coureur \| Pays \| Équipe \| Temps \| \| --------------------- \| --------------------- \| --------------------- \| ---------------------------------- \| --------------------- \| \| 1er \| Alexander Kristoff \| Norvège \| Intermarché-Wanty-Gobert Matériaux \| 3 h 28 min 52 s \| \| 2e \| Ethan Hayter \| Royaume-Uni \| Ineos Grenadiers \| + 0 s \| \| 3e \| Mads Pedersen \| Danemark \| Trek-Segafredo \| + 0 s \| \| 4e \| Timo Kielich \| Belgique \| Alpecin-Fenix \| + 0 s \| \| 5e \| Filippo Fiorelli \| Italie \| Bardiani CSF Faizanè \| + 0 s \| \| 6e \| Timo Roosen \| Pays-Bas \| Jumbo-Visma \| + 0 s \| \| 7e \| Mike Teunissen \| Pays-Bas \| Jumbo-Visma \| + 0 s \| \| 8e \| Jenno Berckmoes \| Belgique \| Sport Vlaanderen-Baloise \| + 0 s \| \| 9e \| Niklas Märkl \| Allemagne \| Team DSM \| + 0 s \| \| 10e \| Martijn Budding \| Pays-Bas \| Riwal Cycling Team \| + 0 s \| |                    |             |                                    |                 |
| |                    |             |                                    |                 |
| Source : ProCyclingStats |                    |             |                                    |                 |
| Classement de l'étape |                    |             |                                    |                 |
| Coureur | Coureur            | Pays        | Équipe                             | Temps           |
| 1er | Alexander Kristoff | Norvège     | Intermarché-Wanty-Gobert Matériaux | 3 h 28 min 52 s |
| 2e | Ethan Hayter       | Royaume-Uni | Ineos Grenadiers                   | + 0 s           |
| 3e | Mads Pedersen      | Danemark    | Trek-Segafredo                     | + 0 s           |
| 4e | Timo Kielich       | Belgique    | Alpecin-Fenix                      | + 0 s           |
| 5e | Filippo Fiorelli   | Italie      | Bardiani CSF Faizanè               | + 0 s           |
| 6e | Timo Roosen        | Pays-Bas    | Jumbo-Visma                        | + 0 s           |
| 7e | Mike Teunissen     | Pays-Bas    | Jumbo-Visma                        | + 0 s           |
| 8e | Jenno Berckmoes    | Belgique    | Sport Vlaanderen-Baloise           | + 0 s           |
| 9e | Niklas Märkl       | Allemagne   | Team DSM                           | + 0 s           |
| 10e | Martijn Budding    | Pays-Bas    | Riwal Cycling Team                 | + 0 s           |

## Classements finals

### Classement général final
| \| Classement général \| Classement général \| Classement général \| Classement général \| Classement général \| \| Coureur \| Coureur \| Pays \| Équipe \| Temps \| \| ------------------ \| ------------------ \| ------------------ \| ---------------------------------- \| ------------------ \| \| 1er \| Remco Evenepoel \| Belgique \| Quick-Step Alpha Vinyl \| 25 h 19 min 11 s \| \| 2e \| Jay Vine \| Australie \| Alpecin-Fenix \| + 56 s \| \| 3e \| Luke Plapp \| Australie \| Ineos Grenadiers \| + 1 min 30 s \| \| 4e \| Tobias Johannessen \| Norvège \| Uno-X Pro Cycling Team \| + 1 min 34 s \| \| 5e \| Tao Geoghegan Hart \| Royaume-Uni \| Ineos Grenadiers \| + 2 min 36 s \| \| 6e \| Magnus Sheffield \| États-Unis \| Ineos Grenadiers \| + 2 min 51 s \| \| 7e \| Laurens Huys \| Belgique \| Intermarché-Wanty-Gobert Matériaux \| + 2 min 54 s \| \| 8e \| Cian Uijtdebroeks \| Belgique \| Bora-Hansgrohe \| + 2 min 56 s \| \| 9e \| Esteban Chaves \| Colombie \| EF Education-EasyPost \| + 3 min 02 s \| \| 10e \| Carl Fredrik Hagen \| Norvège \| Israel-Premier Tech \| + 3 min 20 s \| |                    |             |                                    |                  |
| |                    |             |                                    |                  |
| Source : ProCyclingStats |                    |             |                                    |                  |
| Classement général |                    |             |                                    |                  |
| Coureur | Coureur            | Pays        | Équipe                             | Temps            |
| 1er | Remco Evenepoel    | Belgique    | Quick-Step Alpha Vinyl             | 25 h 19 min 11 s |
| 2e | Jay Vine           | Australie   | Alpecin-Fenix                      | + 56 s           |
| 3e | Luke Plapp         | Australie   | Ineos Grenadiers                   | + 1 min 30 s     |
| 4e | Tobias Johannessen | Norvège     | Uno-X Pro Cycling Team             | + 1 min 34 s     |
| 5e | Tao Geoghegan Hart | Royaume-Uni | Ineos Grenadiers                   | + 2 min 36 s     |
| 6e | Magnus Sheffield   | États-Unis  | Ineos Grenadiers                   | + 2 min 51 s     |
| 7e | Laurens Huys       | Belgique    | Intermarché-Wanty-Gobert Matériaux | + 2 min 54 s     |
| 8e | Cian Uijtdebroeks  | Belgique    | Bora-Hansgrohe                     | + 2 min 56 s     |
| 9e | Esteban Chaves     | Colombie    | EF Education-EasyPost              | + 3 min 02 s     |
| 10e | Carl Fredrik Hagen | Norvège     | Israel-Premier Tech                | + 3 min 20 s     |

### Évolution des classements
| Étape            | Vainqueur          | Classement général | Classement par points | Classement de la montagne | Classement du meilleur jeune | Classement par équipes |
| ---------------- | ------------------ | ------------------ | --------------------- | ------------------------- | ---------------------------- | ---------------------- |
| 1                | Remco Evenepoel    | Remco Evenepoel    | Remco Evenepoel       | Håkon Aalrust             | Remco Evenepoel              | Ineos Grenadiers       |
| 2                | Ethan Hayter       | Tobias Johannessen | Ethan Hayter          | Håkon Aalrust             | Remco Evenepoel              | Ineos Grenadiers       |
| 3                | Remco Evenepoel    | Remco Evenepoel    | Tobias Johannessen    | Remco Evenepoel           | Remco Evenepoel              | Ineos Grenadiers       |
| 4                | Marco Haller       | Remco Evenepoel    | Tobias Johannessen    | Remco Evenepoel           | Remco Evenepoel              | Ineos Grenadiers       |
| 5                | Remco Evenepoel    | Remco Evenepoel    | Tobias Johannessen    | Joel Nicolau              | Remco Evenepoel              | Ineos Grenadiers       |
| 6                | Alexander Kristoff | Remco Evenepoel    | Tobias Johannessen    | Joel Nicolau              | Remco Evenepoel              | Ineos Grenadiers       |
| Classement final | Classement final   | Remco Evenepoel    | Tobias Johannessen    | Joel Nicolau              | Remco Evenepoel              | Ineos Grenadiers       |